# Слудка (Ильинский район)
Слудка — село в Ильинском городском округе Пермского края.

## Географическое положение
Село расположено на правом берегу Камы в южной части округа на расстоянии примерно 17 километров по прямой на восток-северо-восток от поселка Ильинский.
Климат
Климат умеренно-континентальный с продолжительной холодной и снежной зимой и коротким летом. Средняя температура января −15,0 °С. Лето умеренно-теплое. Самый теплый месяц — июль. Средняя температура июля +17,7 °С. Продолжительность холодного периода составляет 5 месяцев, теплого 7 месяцев, а смена их происходит в октябре — осенью, весной в первой половине апреля. Число дней со снежным покровом по многолетним данным составляет от 171 до 176 дней. Годовая сумма осадков — 553 мм.

## История
Основано в 1558 году Аникеем Фёдоровичем Строгановым.
Село известно с 1623—1624 годов как сельцо Слутка с Петро-Павловской деревянной церковью. В советское время работали Обвинский сплавной рейд, колхоз «Октябрь». До 2020 входило в состав Ильинского сельского поселения Ильинского района, после упразднения которых входит непосредственно в состав Ильинского городского округа.

## Население
| 2010 |
| ---- |
| 238  |

Постоянное население составляло 330 человек в 2002 году (97 % русские), 238 человек в 2010 году.